# 9월이 오면
9월이 오면(Come September)은 미국에서 제작된 로버트 멀리건 감독의 1961년 로맨틱 코미디 영화이다. 록 허드슨, 지나 롤로브리지다 등이 주연으로 출연하였고 라울 월쉬 등이 제작에 참여하였다.

## 줄거리
부유한 미국인 사업가 로버트 탈봇은 이탈리아 리구리아 해안에 별장을 소유하고 있으며, 매년 9월마다 로마 출신 정부 리사 펠리니와 함께 시간을 보낸다. 어느 해 7월, 로버트는 별장을 방문하기 위해 밀라노에서 리사에게 전화를 걸고, 리사는 결혼식을 취소하고 그를 만나러 달려간다. 그러나 로버트가 도착한 별장은 그의 부재 동안 집사 모리스 클라벨에 의해 호텔로 개조되어 있었고, 현재는 샌디를 비롯한 십 대 소녀들과 보호자 마가렛 앨리슨이 머물고 있었다. 샴페인 코르크 마개에 발이 미끄러져 마가렛이 병원에 입원하게 되면서 소녀들의 출발은 지연된다. 한편, 로버트가 별장으로 오는 길에 그를 성가시게 했던 토니를 리더로 한 네 명의 십 대 소년들은 별장 밖에 야영지를 설치하고 소녀들에게 구애를 시작한다.
로버트는 소녀들과 함께 관광을 하고 음악 클럽에도 방문한다. 그는 각 소녀들과 춤을 추면서 순결의 중요성을 강조하며 그들의 미덕에 호소한다. 술에 취한 토니는 샌디에게 낭만적인 접근을 시도하지만 실패하고, 샌디는 로버트에게서 들은 강연을 리사에게 이야기한다. 이에 리사는 로버트의 이중성에 분노하여 다음 날 아침, 전 약혼자 스펜서와 재회하기 위해 떠난다.
모리스와 함께 리사를 쫓아가지만, 리사는 화해를 거부한다. 모리스는 로버트를 로마에서 수배 중인 악명 높은 범죄자로, 리사를 공범으로 경찰에 신고하여 화해를 시도하지만 실패한다. 리사는 아파트로 돌아와 샌디를 만나고, 사랑에 대한 한탄을 듣고 깨달음을 얻어 로버트와 재회하기 위해 떠난다. 떠나는 길에 토니를 만나 자신의 아파트로 안내하고, 그곳에서 토니와 샌디는 다시 만난다.
기차역에서 리사는 어린아이를 빌려 아버지인 로버트가 아이를 버리고 간다고 기차표 판매원을 속이고, 로버트는 기차에서 내쫓기고 리사와 화해한다. 결혼한 두 사람은 다시 별장으로 돌아오지만, 모리스는 다시 별장을 호텔로 개조하여 수녀들이 머물고 있었다.

## 출연

### 주연
- 록 허드슨
- 지나 롤로브리지다

### 조연
- 샌드라 디
- 바비 다린
- 발터 슬레작
- 브렌다 드 밴지
- 로잔나 로리
- 로날드 하워드
- 조엘 그레이
- 조안 프리먼
- 낸시 앤더슨

## 제작진
- 세트: 존 P. 오스틴
- 의상: 모튼 핵

## 평가
로튼토마토에 따르면 9월이 오면은 5명의 평론가 리뷰에 기반하여 80%의 점수를 받았다.

## 리메이크
9월이 오면은 힌디어 영화 작품 카시미르 키 칼리(Kashmir Ki Kali, 1964년), Mere Sanam(1965년), 타밀어 영화 작품 안베 바(Anbe Vaa, 1966)로 리메이크되었다. 1980년 힌디어 영화 에크 바 카호(Ek Baar Kaho) 또한 9월이 오면에 어느 정도 기반을 두고 있다.